# 604
Năm 604 trong lịch Julius.

## Mất
- 13 tháng 8: Tùy Văn Đế Dương Kiên